# Generace jaderných reaktorů
Generace jaderných reaktorů je způsob označení vyspělosti reaktorů používaných v jaderných elektrárnách. Byl vytvořen Mezinárodním fórem generace IV roku 2001 pro popis technologické a bezpečnostní úrovně již vyvinutých i plánovaných nových typů reaktorů.

## I. generace
Zahrnuje první typy a prototypy jaderných reaktorů stavěných do roku 1970. Například:
- Magnox (Velká Británie)
- UNGG (Francie)
- RBMK-1. generace (Sovětský Svaz)

## II. generace
Druhá generace zahrnula aktuálně průmyslově používané reaktory, tedy ty budované přibližně mezi lety 1970–1998.
- Tlakovodní reaktor – PWR, VVER
- Varný reaktor (BWR)
- Těžkovodní reaktor
- Pokročilý plynem chlazený reaktor
- RBMK
- CANDU

Některé později vyráběné vylepšené verze těchto reaktorů, které představují levnější variantu III. generace, se označují II+.

## III. generace
Pokročilé reaktory založené na evolučním vývoji jaderných elektráren, které vycházejí z provozních zkušeností předchozích generací. Tato generace se kromě ekonomických a provozních vylepšení převážně zaměřila na posílení bezpečnostních prvků s ohledem na předchozí havárie (např. Havárie elektrárny Three Mile Island, Černobylská havárie).
- Pokročilý tlakovodní reaktor (APWR)
- Pokročilý varný reaktor (ABWR)
- CANDU 6
- vylepšený VVER

## Generace III+
Další podstatné vylepšení v oblasti bezpečnosti a hospodárnosti jaderné elektrárny ve srovnání s III. generací. 
| Typ                 | Jméno    | Výrobce                                   | MWe  | MWth |
| ------------------- | -------- | ----------------------------------------- | ---- | ---- |
| Tlakovodní reaktory | AP-1000  | Westinghouse Electric Company, Toshiba    | 1117 | 3400 |
| Tlakovodní reaktory | ATMEA1   | Areva, Mitsubishi                         | 1150 | 3150 |
| Tlakovodní reaktory | CAP1400  | SNPTC, Westinghouse                       | 1400 | 4058 |
| Tlakovodní reaktory | EPR      | Areva                                     | 1660 | 4590 |
| Tlakovodní reaktory | MIR-1200 | Atomstrojexport, OKB Gidropress, ŠKODA JS | 1200 | 3200 |
| Varné reaktory      | ESBWR    | General Electric, Hitachi                 | 1520 | 4500 |
| Varné reaktory      | Kerena   | Areva                                     | 1250 | 3370 |
| Těžkovodní reaktory | ACR-1000 | Candu Energy Inc.                         | 1085 | 3200 |

## IV. generace
Revoluční změny vycházející z Mezinárodního fóra pro IV generaci (GIF) z roku 2001, které se zaměřilo na jadernou energetiku z dlouhodobého hlediska tak, aby byl brán v potaz celý jaderný palivový cyklus a využití jaderných elektráren nejen pro výrobu elektřiny. Z toho fóra vzešlo šest návrhů různých typů jaderných reaktorů splňující požadavky na udržitelný rozvoj, ekonomiku, bezpečnost a odolnost proti nešíření jaderných zbraní.    
Mezi vybrané typy patří:
- VHTR – Vysoko teplotní reaktor (Very-High-Temperature Reactor)
- SFR – Sodíkem chlazený rychlý reaktor (Sodium fast Reactor)
- GFR – Plynem chlazený rychlý reaktor (Gas Fast Reactor)
- LFR – Olovem chlazený rychlý reaktor (Lead Fast Reactor)
- SCWR – Reaktor chlazený superkritickou vodou (SuperCritical Water Reactor)
- MSR – Reaktor chlazený roztavenou solí (Molten Salt Reactor)